# Francesca Michelotti
Pour les articles homonymes, voir Michelotti.
Francesca Michelotti est une femme politique saint-Marinaise, ministre de la Défense en 2000 et ministre des Affaires intérieures et de la Justice de 2000 à 2001